# ATB-Market
ATB-Market (ウクライナ語: АТБ-Маркет)は、ウクライナの大手小売業者・スーパーマーケット店でウクライナ最大規模のネットワークを所有している。
2021年時点で1314店舗を展開していたが、2022年に発生したロシアによるウクライナ侵攻で壊滅的な打撃を被り、200以上の店舗が閉店に追い込まれ、また破壊された店舗数も多数存在する。

## 概要
食料品スーパーマーケットのチェーン「ATB-Market」はドニプロ法人「ATB」の一部となっている。ATB Corporation は、資産管理、小売業、食品の製造と販売、スポーツとレクリエーションの分野でのサービスの提供などの事業分野で活動するウクライナの大企業の団体であり、それらには、スーパーマーケットチェーン「ATB-Market」の他、製菓工場、食肉工場、スポーツ複合施設が含まれている。
1993年にディスカウント業者のネットワーク形成としてドニプロで設立され、2000年代に入ると、ATBネットワークはウクライナで初めて、 幅広い商品を卸売価格で販売するディスカウント店の形式の新しいセルフサービスシステムを導入した。

## ロシアによるウクライナ侵攻と被害
2014年に、クリミア半島とドネツィク・ルハーンシクの両州がロシアに侵略・占領され、占領地域の全てのチェーン店が閉店に追い込まれた。なお跡地には親ロシア派に接収され、別のスーパーマーケットチェーンのロゴが掲げられている。
2022年に発生したロシアによるウクライナ侵攻では、2ヶ月で200以上の店舗が閉店に追い込まれ、6万4000人以上いた従業員のうち4500人が解雇された。
キーウの戦いによって配送センターが失われた。
2023年初頭時点で、1116店であった。また純利益は3分の1に激減したものの、売上高はウクライナ侵攻前と大きく変化していなかった。